# Оборотний процес
У термодинаміці, оборо́тний процес означає перехід від одного термодинамічного стану системи до іншого, якщо зворотний перехід можна здійснити без будь-яких змін у оточуючих тілах. У звичайній термодинаміці (термодинаміці оборотних процесів) оборотні процеси описують як процеси безмежно повільного (квазістатичного) переходу від одного рівноважного стану до іншого.
Разом із тим, рівноважний процес (за словами Я. Й. Бурака, перехід від рівноваги до рівноваги через рівновагу) не зобов'язаний бути оборотним.
Оборотний процес повинен відбуватися без виробництва ентропії та втрат енергії. Поняття оборотного процесу є ідеалізацією, більшість (або й усі) реальних процесів є необоротними і супроводжуються зростанням ентропії. Мірою необоротності процесу у замкнутій системі є ентропія. Таким чином, існує тісний зв'язок між поняттями (не)оборотного процесу, ентропії та другим законом термодинаміки. Усі кількісні результати класичної термодинаміки стосуються рівноважних станів та оборотних процесів.
Як приклад оборотного процесу використовують зазвичай безмежно повільну зміну об'єму, що займає ідеальний газ.
Приклади необоротних процесів:
- Процес теплопередачі при скінченій різниці температур необоротний, оскільки обернений процес супроводжувався б забором певної кількості тепла у холодного тіла, перетворенням його без компенсації у роботу і використанням її для збільшення енергії нагрітого тіла. Необоротність цього процесу видно також із його нестатичності.
- Розширення газу у пустоту необоротним процесом, оскільки при такому розширенні не здійснюється робота, а стиснути газ без виконання роботи не можна.